# Toledo Storm
Toledo Storm byl profesionální americký klub ledního hokeje, který sídlil v Toledu ve státě Ohio. V letech 1991–2007 působil v profesionální soutěži East Coast Hockey League. Storms ve své poslední sezóně v ECHL skončily v osmifinále play-off. Své domácí zápasy odehrával v hale Toledo Sports Arena s kapacitou 5 230 diváků. Klubové barvy byly červená a bílá.
Klub byl dvojnásobným držitelem Kelly Cupu, trofeje pro vítěze ECHL.

## Úspěchy
- Vítěz ECHL ( 2× )
  - 1992/93, 1993/94

## Přehled ligové účasti
Zdroj: 
- 1991–1993: East Coast Hockey League (Západní divize)
- 1993–1997: East Coast Hockey League (Severní divize)
- 1997–2003: East Coast Hockey League (Severozápadní divize)
- 2003–2007: East Coast Hockey League (Severní divize)